# Xã Nevada, Quận Mower, Minnesota
Xã Nevada (tiếng Anh: Nevada Township) là một xã thuộc quận Mower, tiểu bang Minnesota, Hoa Kỳ. Năm 2010, dân số của xã này là 338 người.